# Cifuentes (ort)
Cifuentes är en ort i Kuba.   Den ligger i provinsen Provincia de Villa Clara, i den centrala delen av landet, 250 km öster om huvudstaden Havanna. Cifuentes ligger 75 meter över havet och antalet invånare är 40 142.
Terrängen runt Cifuentes är platt. Runt Cifuentes är det ganska tätbefolkat, med 67 invånare per kvadratkilometer. Närmaste större samhälle är Sagua la Grande, 17,7 km norr om Cifuentes. Trakten runt Cifuentes består till största delen av jordbruksmark.